# Les Grottes de verre
Les Grottes de verre (titre original : Die Gläsernen Höhlen) est un roman de science-fiction de l'auteur allemand Andreas Eschbach paru en 2006 et traduit en langue française en 2007.
Ce roman est le troisième volume de la série Projet Mars, destinée à la jeunesse.

## Édition française
- Les Grottes de verre, traduit de l'allemand par Joséphine Bernhardt, Éditions L'Atalante, coll. Le Maedre, 2007, 336 p.  (ISBN 978-2841723874)
- Les Grottes de verre, traduit de l'allemand par Joséphine Bernhardt, Éditions L'Atalante, coll. La Dentelle du cygne, 2015, 304 p.  (ISBN 978-2841727018)